# Beißendorf
Beißendorf ist ein Ort im Bezirk Sankt Veit an der Glan in Kärnten (Österreich). Durch den Ort verläuft die Grenze zwischen den Gemeinden Liebenfels und Frauenstein, wodurch der Ort in zwei Ortschaften zerfällt: Die Ortschaft Beißendorf in der Gemeinde Liebenfels hat 4 Einwohner (Stand 1. Jänner 2024), die Ortschaft Beißendorf in der Gemeinde Frauenstein hat 18 Einwohner (Stand 1. Jänner 2024).

## Lage
Der Ort liegt im Süden des Bezirks Sankt Veit an der Glan, gut 3 Kilometer südwestlich des Zentrums der Bezirkshauptstadt Sankt Veit an der Glan, nördlich des Glantalbodens und etwa 100 Höhenmeter über der Glan, an einer schmalen Straße, die von der Ossiacher Straße nahe bei Sankt Veit an der Glan über Mailsberg und Beißendorf nach Pulst führt. Durch den Ort verläuft eine Katastralgemeindegrenze: der südwestliche Teil des Orts liegt auf dem Gebiet der Katastralgemeinde Rosenbichl, der nordöstliche Teil des Orts auf dem Gebiet der Katastralgemeinde Grasdorf.

## Geschichte vor der Teilung
Der Ort wurde schon 973 erwähnt, als Buissindorf, was sich vom Personennamen Busso ableitet.

## Bevölkerungsentwicklung des gesamten Orts
Für den Ort ermittelte man folgende Einwohnerzahlen:
- 1869: 6 Häuser, 49 Einwohner
- 1880: 5 Häuser, 44 Einwohner
- 1890: 5 Häuser, 36 Einwohner
- 1900: 5 Häuser, 41 Einwohner
- 1910: 5 Häuser, 37 Einwohner
- 1923: 5 Häuser, 39 Einwohner
- 1934: 35 Einwohner
- 1961: 6 Häuser, 23 Einwohner
- 2001: 7 Gebäude (davon 7 mit Hauptwohnsitz) mit 7 Wohnungen und 5 Haushalten; 17 Einwohner und 3 Nebenwohnsitzfälle
- 2011: 9 Gebäude, 25 Einwohner

Im Ort gibt es 1 Arbeitsstätte (Stand 2011) und 5 land- und forstwirtschaftliche Betriebe (Stand 2001).

## Ortschaft Beißendorf (Gemeinde Liebenfels)

### Geschichte
Der auf dem Gebiet der Steuergemeinde Rosenbichl befindliche Teil des Ortes Beißendorf gehörte in der ersten Hälfte des 19. Jahrhunderts zum Steuerbezirk Rosenbichl. Bei der Schaffung der politischen Gemeinden Mitte des 19. Jahrhunderts kamen diese Häuser zur Gemeinde Feistritz, die 1875 in Gemeinde Pulst umbenannt wurde. Seit einer Gemeindefusion 1958 gehört die Ortschaft zur Gemeinde Liebenfels.

### Bevölkerungsentwicklung
- 1869: 3 Häuser, 26 Einwohner[4]
- 1880: 3 Häuser, 27 Einwohner[5]
- 1890: 3 Häuser, 22 Einwohner[6]
- 1900: 3 Häuser, 21 Einwohner[7]
- 1910: 3 Häuser, 20 Einwohner[8]
- 1923: 3 Häuser, 19 Einwohner[9]
- 1934: 13 Einwohner[10]
- 1961: 4 Häuser, 11 Einwohner[11]
- 2001: 4 Gebäude (davon 2 mit Hauptwohnsitz) mit 4 Wohnungen; 5 Einwohner und 0 Nebenwohnsitzfälle; 2 Haushalte; 0 Arbeitsstätten, 2 land- und forstwirtschaftliche Betriebe[12]
- 2011: 4 Gebäude, 7 Einwohner, 3 Haushalte, 1 Arbeitsstätte[13]
- 2021: 4 Gebäude, 2 Einwohner, 2 Haushalte, 0 Arbeitsstätten[14]

## Ortschaft Beißendorf (Gemeinde Frauenstein)

### Geschichte
Der auf dem Gebiet der Steuergemeinde Grasdorf befindliche Teil des Ortes Beißendorf gehörte in der ersten Hälfte des 19. Jahrhunderts zum Steuerbezirk Kraig und Nußberg. Bei der Schaffung der politischen Gemeinden Mitte des 19. Jahrhunderts kamen diese Häuser zur Gemeinde Obermühlbach. Seit einer Gemeindefusion 1973 gehört die Ortschaft zur Gemeinde Frauenstein.

### Bevölkerungsentwicklung
Für die Ortschaft zählte man folgende Einwohnerzahlen:
- 1869: 3 Häuser, 23 Einwohner[15]
- 1880: 2 Häuser, 17  Einwohner[16]
- 1890: 2 Häuser, 14 Einwohner[17]
- 1900: 2 Häuser, 20 Einwohner[7]
- 1910: 2 Häuser, 17 Einwohner[8]
- 1923: 2 Häuser, 20 Einwohner[9]
- 1934: 22 Einwohner[10]
- 1961: 2 Häuser, 12 Einwohner[11]
- 2001: 3 Gebäude (davon 3 mit Hauptwohnsitz) mit 3 Wohnungen und 3 Haushalten; 12 Einwohner und 3 Nebenwohnsitzfälle[18]
- 2011: 5 Gebäude, 18 Einwohner[19]

In der Ortschaft gibt es 0 Arbeitsstätten (Stand 2011; 2001: 0) und 3 land- und forstwirtschaftliche Betriebe (Stand 2001).